# Арвідс Ґріґуліс
Арвідс Ґріґуліс (латис. Arvīds Grigulis; *29 вересня 1906, Ладська волость, Вольмарський повіт (територія Юмправського маєтку) — †5 жовтня 1989, Рига) — латвійський письменник і літературознавець.

## Біографія
Народився 29 вересня 1906 в Ладській волості Вольмарського повіту (територія Юмправского маєтку) в селянській родині. У 1935 закінчив юридичний факультет Латвійського університету. З 1945 викладав там же на кафедрі латвійської літератури. Академік Академії наук Латвії (1978). Доктор філологічних наук (1973). Автор досліджень з історії та теорії літератури.
Помер 5 жовтня 1989.

## Творчість
Літературну діяльність розпочав в 1927. З 2-ї половини 1940-х виступав як драматург. Його п'єси відрізняються яскравими сатиричними образами, гострими діалогами. Автор висміює буржуазних націоналістів і куркулів, зачіпає теми війни, праці і моралі. У роки Німецько-радянської війни співробітник дивізійної газети «Латвійський стрілець». Автор спогадів, повістей для дітей та юнацтва. Склав збірник «Латвійська літературна критика». У 1950 переклав на латвійську мову «Слово о полку Ігоревім».

## Твори

### Збірки віршів
«Записки репортера» (1929)
«Імітація в серці» (1931)
«Землянка» (1943)
«В бурю» (1946)
«Гілка бузку» (1959)
«Осінній дощ» (1966)
«Вітер співає в прибережних вербах» (1968)
«Другі півні» (1970)
«Маргіналії» (1972)

### П'єси
- «В яку гавань?» (1945)
- «Як в Гарпетерах історію робили» (1946)
- «Глина і порцеляна» (1947)
- «Професор влаштовується» (1954)
- «Солдатська шинель» (1955)
- «Балтійське море шумить» (1957)
- «І так буває на білому світі» (1959)
- «Свою кулю не почуєш» (1966)
- новела у віршах «В будинку втомлених» (1934)
- збірка оповідань «Крізь вогонь і воду» (1945)
- роман «Коли дощ і вітер стукають у вікно» (1965)
- роман «Люди в саду» (1940) знятий фільм на Ризькій кіностудії (1990)
- книга «Листи поетесі Камілли» (1981)

### Повісті для юнацтва
- «Третя бригада» (1950)
- «Прикордонники, два хлопчика і собака Марс» (1952)
- «На вулиці Леніна горить світло» (1953)
- Склав збірник «Латиська літературна критика» («Latviešu literatūras kritika», 1956-1960).

## Нагороди та премії
- Орден «Знак Пошани» (1965)
- Медалі